# Proteinkinas C
Proteinkinas C, eller PKC, är ett proteinkinas, som behöver kalciumjoner, diacylglycerol och en fosfolipid för att aktiveras.